# Гиффордс, Габриэль
Габриэ́ль Ди (Га́бби) Ги́ффордс (англ. Gabrielle Dee "Gabby" Giffords; род. 8 июня 1970 года, Тусон, штат Аризона, США) — американский политический и государственный деятель, бывший член Палаты представителей США от штата Аризона. Член Демократической партии, третья женщина в истории Аризоны, избранная в Конгресс США.

## Биография
Родилась в Тусоне, штат Аризона, в 1970 году в семье Спенсера Дж. Гиффордса (Spencer J. Giffords) и Глории Кей (Gloria Kay), урожд. Фрейзер (Fraser).
Отец — еврей, двоюродный брат кинорежиссёра Брюса Пэлтроу (Bruce Paltrow), отца актрисы — лауреата премии «Оскар» Гвинет Пэлтроу. Он — внук литовского раввина и сын Акибы Горнштейна, приехавшего в Нью-Йорк в 40-е годы XX века. Впоследствии Акиба изменил имя и фамилию на Гиффорд (Гиф) Хорнстин, а позднее — на Гиф Гиффордс из-за антисемитизма.
Мать — Глория Гиффордс — исповедует религию Христианская наука.
Габриель Гиффордс исповедует иудаизм и с 2001 года посещает синагогу реформистского течения в иудаизме «Хаверим» («Друзья») в Тусоне.

### Образование
Окончила колледж Скриппса (англ: Scripps College) в Клермонте (Калифорния) в 1993 году и Корнеллский университет в 1996 году, где специализировалась на отношениях США и Мексики. По программе Фулбрайта получила грант и в 1996 году стажировалась в Чиуауа и Гарвардском институте государственного управления имени Джона Кеннеди.

### Деловая карьера
Работала в качестве партнёра по региональному развитию с Price Waterhouse. С 1996 года руководила El Campo Tire Warehouses, местной автомобильной сетью, основанной её дедом. Бизнес был продан Goodyear Tire в 2000 году из-за сложностей конкурентной борьбы.

### Политическая деятельность
С 2001 по 2003 год была членом Палаты представителей, а затем (с 2003 по 2005 год) сенатором штата Аризона.

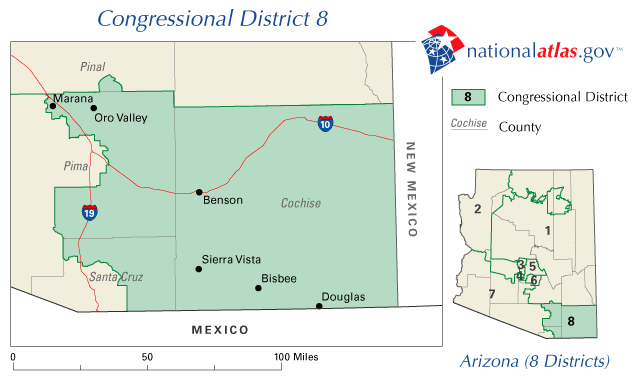
Округ № 8 в Аризоне, от которого избиралась Г. Гиффордс

Стала первой женщиной еврейского происхождения, избранной в аризонский конгресс (набрала 54 % голосов).
Дважды (2006, 2008) избиралась членом Палаты представителей США, в 2010 году избрана в третий раз.
Критиковалась консервативно настроенными политиками за её либеральную позицию по вопросам реформы здравоохранения и образования. Поддерживала право граждан на хранение и ношение огнестрельного оружия.
Выступала за прочойс (легализацию абортов).
Голосовала за План Полсона и план оздоровления американской экономики и реинвестирования 2009 года.
В сентябре 2007 года опубликовала доклад по проблемам использования в Аризоне солнечной энергии.

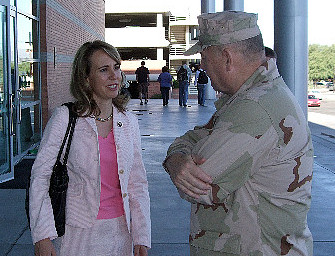
Г. Гиффордс с комендантом Береговой охраны адмиралом Т. Алленом

Как депутат от приграничного округа, много внимания уделяла вопросам нелегальной иммиграции и безопасности границ, выступала за принятие нового иммиграционного законодательства.
Сторонница прав человека в отношении геев и лесбиянок.
Входила в состав Комитета по делам вооруженных сил (подкомитеты обеспечения боеготовности и сухопутных и военно-воздушных сил), Комитета по иностранным делам (подкомитет по Западному полушарию), Комитета по науке и технике (подкомитеты по энергетике и окружающей среде и космосу и аэронавтике) Конгресса США.

## Покушение
8 января 2011 года в 10 часов по местному времени (UTC−7) во время публичных мероприятий в родном Тусоне (штат Аризона) в супермаркете сети Safeway (32°20′09″ с. ш. 110°58′30″ з. д.) тяжело ранена в голову и в критическом состоянии доставлена в Медицинский центр университета в Тусоне.
22-летний подозреваемый Джаред Ли Лофнер (англ. Jared Lee Loughner), ранивший из пистолета («Glock» калибра 9-мм с увеличенным магазином) ещё 18 (по другим данным 13) человек, задержан. Первоначально был объявлен в розыск ещё один подозреваемый, но затем с подвозившего Лофнера таксиста подозрение было снято.
Кроме того, шестеро участников встречи с избирателями были убиты. Среди погибших оказались 9-летняя девочка, Кристина Тейлор Грин, троюродная сестра голливудской актрисы, Софии Буш
(Sophia Bush), а также помощник Г. Гиффордс и федеральный судья Джон Ролл (англ. John Roll).
10 января 2011 года Джареду Лофнеру было предъявлено официальное обвинение.
20 января 2011 года Большая коллегия присяжных предъявила Джареду Лофнеру обвинения по трем пунктам, среди которых и обвинение в попытке убийства Габриэль Гиффордс.
25 мая 2011 года судья признал, что Лофнер недееспособен и не может предстать перед судом. Лофнера опять отправили в психиатрическую больницу в штате Миссури (он проходил там 5-недельную экспертизу) на срок не менее 4-х месяцев, с целью решения вопроса можно ли его вылечить и добиться его вменяемости. В январе 2012 года Лофнер был признан недееспособным, ему был поставлен диагноз «параноидная шизофрения».  Он признал себя виновным по 19 пунктам обвинения, и 8 ноября 2012 года был приговорён к пожизненному лишению свободы.

## Лечение и восстановление
8 января 2011 г. — после поступления Гиффордс в Медицинский центр университета Тусона ей была сделана операция по удалению костных осколков и некротических тканей из пулевого канала, проходящего через череп и левую половину мозга.
Гиффордс была погружена в состояние искусственной комы и ей был установлен режим искусственной вентиляции легких.
«Отек головного мозга является самой большой угрозой в этот момент. Чтобы помочь контролировать опухоль, часть черепа Гиффордс была удалена и будет реимплантирована после выздоровления, возможно через несколько месяцев», — сказал глава отделения нейрохирургии медцентра Майкл Лемол (англ. Michael Lemole Jr.).
При поступлении Гиффордс была способна отвечать на простейшие команды (например, пошевелить пальцами руки). Она также узнала своего мужа Марка Келли, прилетевшего к ней из Хьюстона.
В Тусон для консультации был направлен невролог армии США Джефри Линг (англ. Geoffrey Ling) из Военно-медицинского университета, расположенного в городе Бетесда (Мэриленд). После осмотра пострадавшей он заявил, что прогноз по восстановлению функций положительный, составляет более 50 %.
11 января 2011 г. — невролог медцентра Майкл Лемол подтвердил, что Гиффордс уже в состоянии дышать самостоятельно.
12 января 2011 г. — Гиффордс проведал Президент Обама, который позже вечером на траурной церемонии сказал, что Гиффордс в этот день впервые открыла глаза.
16 января 2011 г. — врачи отключили Г. Гиффордс от аппарата искусственного дыхания, она может двигать руками и ногами и пытается открывать глаза.
В этот же день Г. Гиффордс сделали успешную операцию на глазной впадине правого глаза. Врачи удалили осколки раздробленной при выстреле кости, угрожавшие глазу, и укрепили сеткой глазную впадину.
20 января 2011 г. — Габриэль Гиффордс начала вставать, стоять на ногах при поддержке персонала, поднимать голову.
21 января 2011 г. — Гиффордс перевезли из Тусона в Хьюстонский Институт реабилитации и исследований (англ. Memorial Hermann The Institute for Rehabilitation and Research – TIRR), входящий с местную медицинскую сеть «Мемориал Херманн» (англ: Memorial Hermann Healthcare System). Институт, специализирующийся на реабилитации после травм головного и спинного мозга, расположен в 30 милях (50 км) от Космического центра имени Л.Джонсона, где продолжит подготовку к космическому полёту муж Гиффордс Марк Келли.
9 февраля 2011 г. — Габриэль Гиффордс снова начала разговаривать. Сообщалось, что с каждым днем у неё это получается всё лучше.
Апрель 2011 г. — врачи разрешили Гиффордс присутствовать 29 апреля 2011 года на последнем старте шаттла «Индевор» с её мужем в составе экипажа. Так как миссия STS-134 была отсрочена, то Гиффордс возвратилась в Хьюстон после того, как встретилась с президентом Обамой, который со своей семьей также приезжал в Космический центр имени Кеннеди.
16 мая 2011 г. — Габриэль Гиффордс повторно прибыла во Флориду и наблюдала старт «Индевора», на котором в качестве командира экипажа стартовал её муж Келли. В космос он захватил её обручальное кольцо — они обменялись кольцами перед его полетом в космос.
18 мая 2011 г. — в Хьюстоне Гиффордс сделали операцию по восстановлению черепа (часть черепа была удалена вскоре после поступления Гиффордс в Медицинский центр в Тусоне с целью контроля опухоли и предотвращения отека мозга после выстрела в голову). Хьюстонские хирурги заменили вырезанный костный фрагмент черепа имплантатом из твердой пористой пластмассы, соединив его с черепом крошечными винтами. Со временем костная ткань прорастет через поры имплантата и он жестко встроится в черепную коробку. Поэтому в дальнейшем Гиффордс не должна будет более носить защитный шлем.
На своей странице в Facebook Гиффордс опубликовала две своих фотографии, сделанные в середине мая.
16 июня 2011 г. Габриэль Гиффордс выписали из клиники.

## Дальнейшая политическая деятельность и отставка
1 августа 2011 года Гиффордс появилась в Конгрессе и приняла участие в голосовании нижней палаты представителей по вопросу повышения предела государственного долга. Конгрессмены встретили Гиффордс продолжительными аплодисментами.
В январе 2012 года Гиффордс объявила об отставке. 25 января ушла со своего поста, с целью сосредоточиться на восстановлении после тяжёлого ранения.
10 февраля 2012 года имя Гиффордс присвоено кораблю береговой охраны.
После совершённого на неё покушения Гиффордс стала активной сторонницей контроля за оружием. В январе 2013 года она с мужем основала организацию «Американцы за ответственные решения» (Americans for Responsible Solutions), объединившуюся с Правовым центром за предотвращение насилия с использованием огнестрельного оружия (Law Center to Prevent Gun Violence) в Giffords.
По состоянию на январь 2013 года, Гиффордс всё ещё с трудом ходила и разговаривала, а её правая рука оставалась парализованной.  Она продолжала проходить речевую и физиотерапию.

## Семья

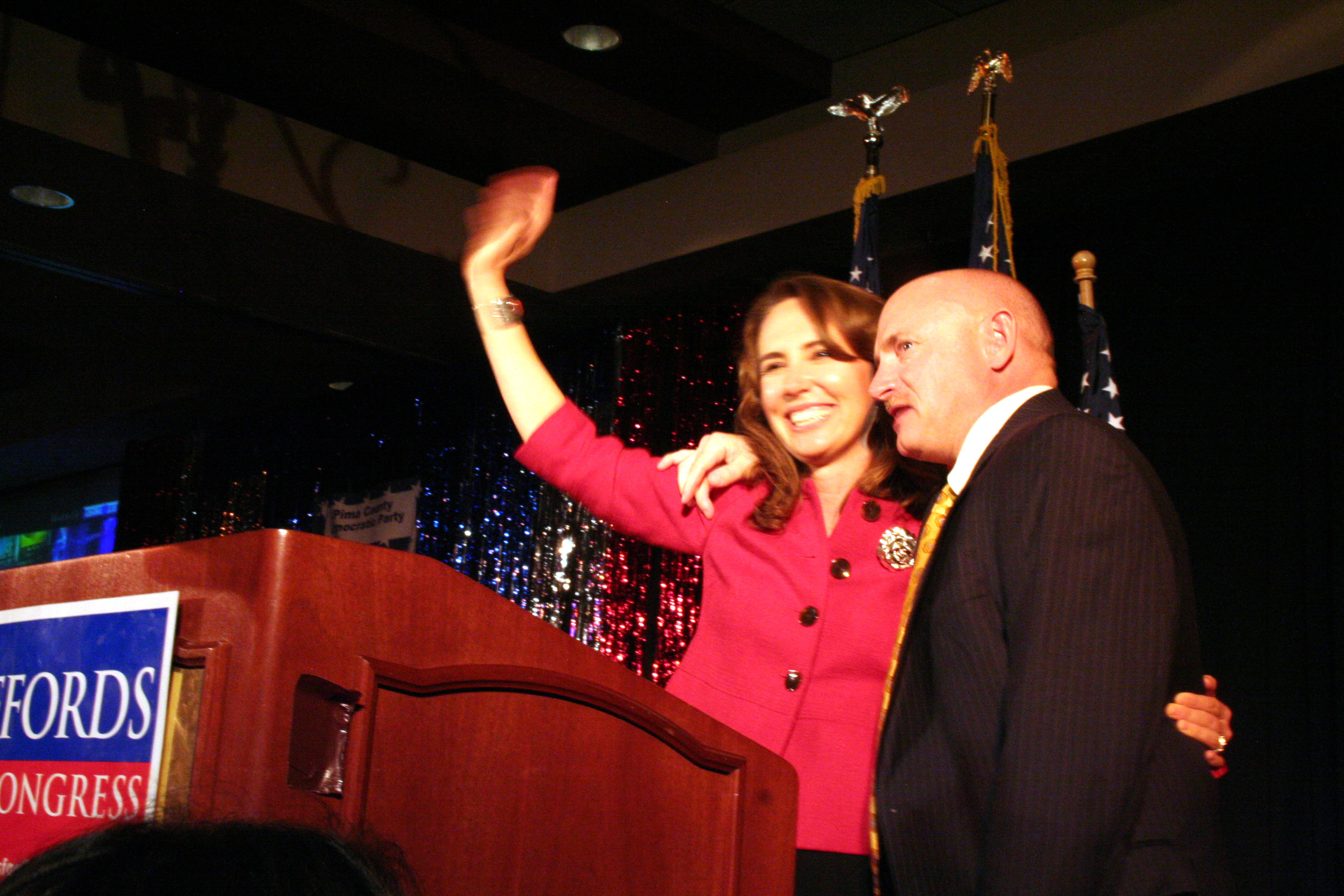
Г. Гиффордс с мужем М. Келли во время предвыборной кампании, 2008 год

С 2007 года замужем за военным лётчиком, астронавтом Марком Келли, который имеет двоих детей от предыдущего брака.
В момент покушения Марк Келли находился в Хьюстоне в Космическом центре имени Линдона Джонсона, где готовился в качестве командира корабля к заключительному полёту шаттла «Индевор» (запланирован на апрель 2011 года) к находящейся на орбите Международной космической станции, на которой с октября 2010 года в качестве командира экспедиции уже находился его брат-близнец Скотт Келли, также астронавт США. Однако полёт состоялся только в мае (с 16 мая по 1 июня 2011 года).